# آن‌دا (هئی‌لونگ‌جیانگ)

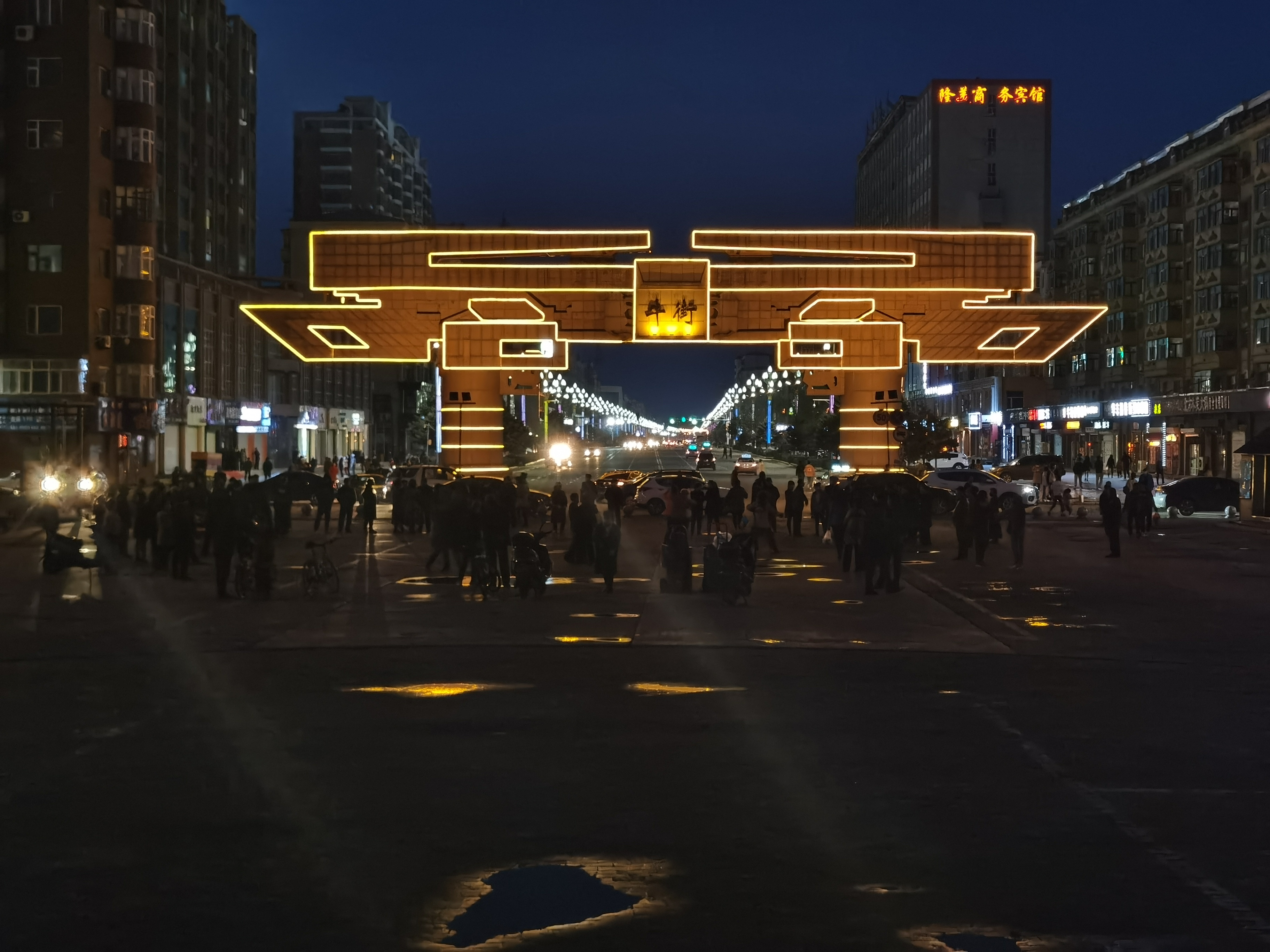
آن‌دا

آن‌دا  (به چینی: 安达市) یک شهر (در سطح شهرستان) در چین است که در تابعیت شهر سوی‌هوا (شهر در سطح ولایت)، استان هئی‌لونگ‌جیانگ واقع شده‌است. این شهر در همسایگی شهر داچینگ واقع شده است، و به همراه مناطق شهری داچینگ، یک کلان‌شهر واحد را تشکیل می‌دهد.

## خصوصیات
آن‌دا  ۱۴۹ متر بالاتر از سطح دریا واقع شده‌است.

## تقسیمات اداری
شهر «در سطح شهرستان» آن‌دا به ۳ ناحیه، ۱۳ شهرک و ۱ قصبه تابعه تقسیم شده است. چهار «میدان» هم‌سطح قصبه نیز تابع این شهر می‌باشند، مانند نواحی اداری مزارع و مراتع.
- ناحیه آن‌هونگ (安虹街道، Ānhóng jiēdào)
- ناحیه تیه‌شی (铁西街道، Tiěxī jiēdào)
- ناحیه شین‌شینگ (新兴街道، Xīnxīng jiēdào)

- شهرک آن‌دا (安达镇، Āndá zhèn)
- شهرک تای‌پینگ‌ژوانگ (太平庄镇، Tàipíngzhuāng zhèn)
- شهرک جی‌شینگ‌گانگ (吉兴岗镇، Jíxìnggǎng zhèn)
- شهرک چانگ‌ده (昌德镇، Chāngdé zhèn)
- شهرک رن‌مین (任民镇، Rènmín zhèn)
- شهرک ژونگ‌بن(中本镇، Zhōngběn zhèn)
- شهرک شنگ‌پینگ (升平镇، Shēngpíng zhèn)
- شهرک گوداهو (古大湖镇، Gǔdàhú zhèn)
- شهرک لاوهوگانگ (老虎岗镇، Lǎohǔgǎng zhèn)
- شهرک وان‌باوشان (万宝山镇، Wànbǎoshān zhèn)
- شهرک وولی‌تون (卧里屯镇، Wòlǐtún zhèn)
- شهرک هووشی‌شان (火石山镇، Huǒshíshān zhèn)
- شهرک یانگ‌تساو (羊草镇، Yángcǎo zhèn)

- قصبه شیان‌یوان (先源乡، Xiānyuán xiāng)

- ایستگاه مدیریت دریاچهٔ مصنوعی دونگ‌هو (东湖水库管理站، Dōnghú shuǐkù guǎnlǐzhàn)
- دفتر مدیریت دریاچهٔ مصنوعی هونگ‌چی‌پاو (红旗泡水库管理所، Hóngqípào shuǐkù guǎnlǐsuǒ)
- میدان پرورش بذر پایه شهر آن‌دا (安达市原种场، Āndá shì yuánzhǒngchǎng)
- میدان دام‌داری آن‌دا (安达畜牧场، Āndá xùmùchǎng)